# Không gian tiếp tuyến
Trong toán học, không gian tiếp tuyến của một đa tạp tạo điều kiện cho việc khái quát các vectơ từ không gian affine sang đa tạp, vì đối với đa tạp, người ta không thể trừ hai điểm để có được một vectơ chuyển dịch một điểm tới điểm kia.

## Mô tả không chính thức

Một biểu diên hình ảnh của không gian tiếp tuyến tại trên một quả cầu. Một vectơ trong không gian tiếp tuyến này biểu thị một vận tốc có thể có tại. Sau khi di chuyển theo hướng đó đến một điểm gần đó, vận tốc sẽ được đưa ra bởi một vectơ trong không gian tiếp tuyến tại điểm đó (nó là một không gian tiếp tuyến khác không được vẽ trong hình).

Nếu một đa tạp nhất định được coi là một đa tạp con nhúng trong không gian Euclide, người ta có thể hình dung ra không gian tiếp tuyến như là các không gian a-phin cắt đa tạp tại một và duy nhất một điểm (trong một lân cận đủ nhỏ).
Tất cả các không gian tiếp tuyến của một đa tạp có thể được "dán lại với nhau" để tạo thành một đa tạp với số chiều bằng hai lần số chiều của đa tạp ban đầu, được gọi là phân thớ tiếp tuyến của đa tạp.

## Định nghĩa hình thức
Một mô tả như trên phụ thuộc vào khả năng của đa tạp được nhúng vào không gian {\displaystyle \mathbb {R} ^{m}} để các vectơ tiếp tuyến có thể 'nhô ra'. Tuy nhiên, sẽ thuận tiện hơn khi định nghĩa khái niệm không gian tiếp tuyến chỉ dựa trên chính đa tạp. (mà không dựa vào một không gian chứa nào cả).